# سوارت‌آلفهایم
سوارت‌آلفهایم (به زبان نروژی باستان: Svartálfar) در اساطیر اسکاندیناوی، یکی از نه بخش جهان در کیهان‌شناسی نورس، سرزمین اِلف‌های تاریکی است. اما گاهی با دورف‌ها اشتباه گرفته می‌شوند که نمی‌توان آنها را از هم تشخیص داد اما دورف‌ها در نیداولیر زندگی می‌کنند، که از کرم‌های خارج شده از گوشت یمیر به وجود آمده‌اند.اِلف‌های تاریکی از خورشید بیزار بودند در نتیجه قلمرو آن‌ها در زیرزمین و لابه‌لای سنگ‌ها بود. آن‌ها ظاهری زشت داشتند و برای انسان‌ها موجبات دردسر بودند و به عنوان موجوداتی بسیار آزاردهنده توصیف شده‌اند. به بیان ساده‌تر آن‌ها چیزی جز دردسر نبودند. بسیاری از نورس‌ها تصور می‌کردند اِلف‌های تاریکی مسئول کابوس‌هایشان هستند. از دید شمالی‌ها به این نوع اِلف‌ها مادیان می‌گفتند. مادیان‌ها بر روی سینهٔ فرد در حال خواب می‌نشستند و رویاهای بد را در گوش فرد زمزمه می‌کردند.